# Trite longipalpis
Trite longipalpis är en spindelart som beskrevs av Marples 1955. Trite longipalpis ingår i släktet Trite och familjen hoppspindlar. Inga underarter finns listade i Catalogue of Life.